# Rolf Berndt (Politiker)

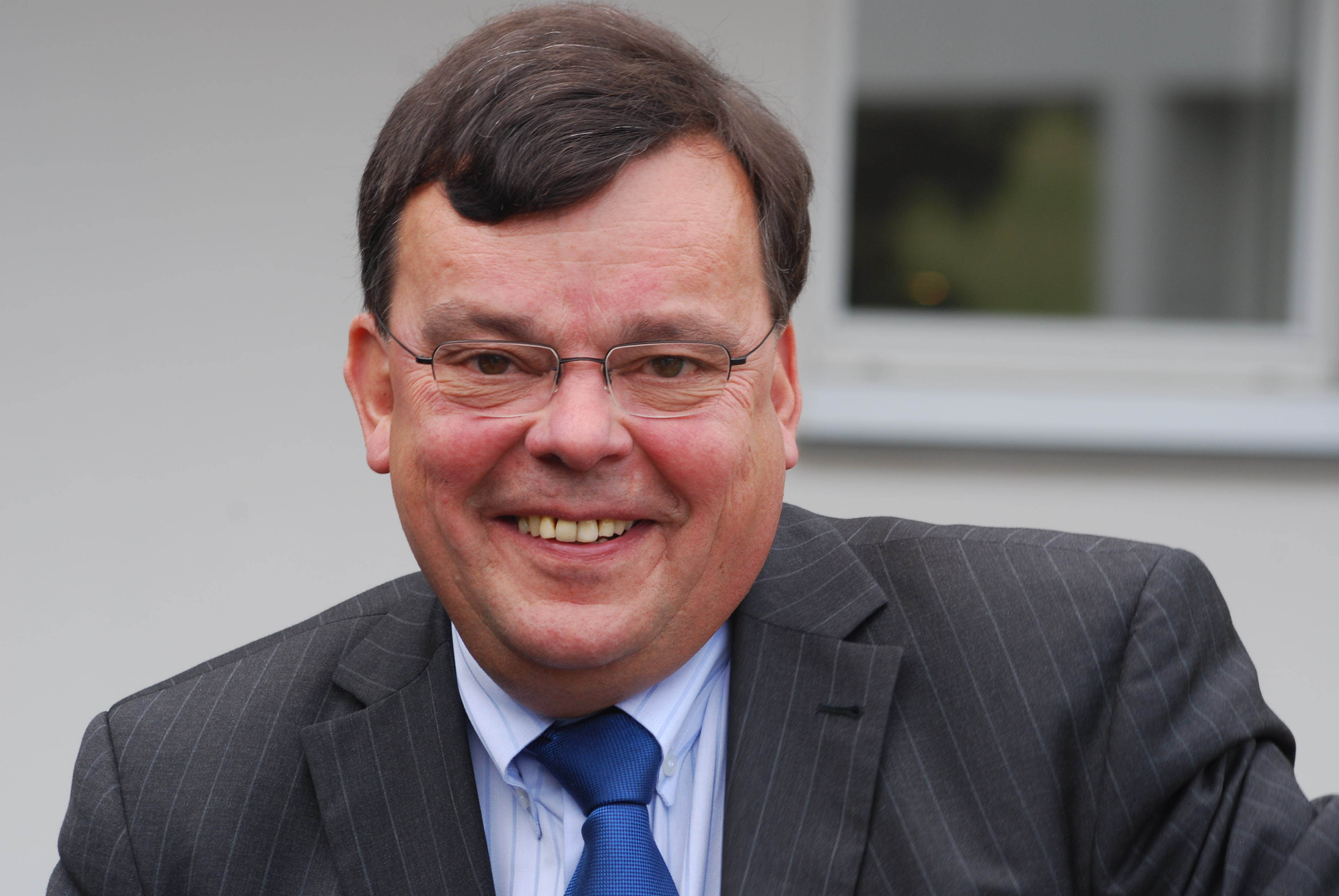
Rolf Berndt

Rolf Berndt (* 28. April 1946 in Niederschelden, Sieg) ist ein deutscher Politiker (FDP). Von 1983 bis 1995 war er Bundesgeschäftsführer der FDP und anschließend bis 2014 Geschäftsführendes Vorstandsmitglied der Friedrich-Naumann-Stiftung für die Freiheit.

## Leben
Nach dem Abitur am Evangelischen Aufbaugymnasium in Herchen studierte Berndt ab 1966 Wirtschafts- und Politikwissenschaft an der Ruhr-Universität Bochum, seit 1969 Volkswirtschaft und Soziologie an der Albert-Ludwigs-Universität Freiburg. Er schloss sein Studium als Diplom-Volkswirt 1971 erfolgreich ab.
Berndt wurde 1973 in das Bundesministerium für Wirtschaft berufen und war dort Persönlicher Referent der Bundesminister Hans Friderichs und Otto Graf Lambsdorff, ab 1978 Kabinettsreferent. 1981 war er als Energiereferent an die Ständige Vertretung der Bundesrepublik Deutschland bei der OECD/Internationale Energieagentur in Paris abgeordnet. 1995 erfolgte seine Wahl zum Geschäftsführenden Vorstandsmitglied der Friedrich-Naumann-Stiftung. Er gehörte dem Beirat der Bundesakademie für Sicherheitspolitik an. Von 2013 bis 2014 war er Mitglied im Stadtrat von Potsdam. 
Berndt war ab 1995 Vorstandsmitglied der Walter-Scheel-Stiftung. Seit 2015 ist er deren Vorsitzender. 
Berndt erhielt 1997 die Ehrendoktorwürde der Hanyang-Universität in Seoul. 

## Partei
Berndt wurde 1968 Mitglied der FDP. 1973 bis 1981 war er Vorsitzender des Kreisverbands in Altenkirchen. 1983 wurde er als Nachfolger von Fritz Fliszar zum Bundesgeschäftsführer der FDP berufen und blieb dies bis 1995. 